# Jekatierina Kolesowa
Jekatierina Andriejewna Kolesowa (ros. Екатерина Андреевна Колесова; ur. 4 września 1990)  – rosyjska lekkoatletka, która specjalizuje się w skoku o tyczce.
Jej największym dotychczasowym osiągnięciem jest srebrny medal mistrzostw świata juniorów (Bydgoszcz 2008). Rok później sięgnęła po srebro mistrzostw Europy juniorów rozegranych w Nowym Sadzie.

## Rekordy życiowe
- skok o tyczce – 4,40 (2008)
- skok o tyczce (hala) – 4,30 (2010)